# 下井河村
下井河村（しもいがわむら）は、秋田県中央部に位置していた村。

## 地理
村の西側は八郎潟に面していた。
- 河川: 井川
- 湖沼: 八郎潟

## 歴史
- 1889年（明治22年）4月1日 - 町村制施行により南秋田郡濱井川村、小竹花村、北川尻村、坂本村、今戸村が合併し、下井河村が発足。
- 1930年（昭和5年） - 下井河村争議発生[1]。地主側が裁判を通じて農地への立入を禁止する一方[2]、小作人側が地主宅を襲う[3]など混乱が続いた。
- 1955年（昭和30年）2月1日 - 上井河村と合併して井川村となる。

## 村長

### 歴代村長[4]
| 期    | 氏名         | 就任年月日                 | 退任年月日                 |
| ----- | ------------ | -------------------------- | -------------------------- |
| 1-3   | 藤田喜兵衛   | 1889年（明治22年）5月9日   | 1899年（明治32年）8月23日  |
| 4     | 遠藤富蔵     | 1899年（明治32年）8月30日  | 1901年（明治34年）3月19日  |
| 5     | 中道嘉左衛門 | 1901年（明治34年）4月4日   | 1901年（明治34年）12月26日 |
| 6     | 遠藤善六     | 1902年（明治35年）2月10日  | 1902年（明治35年）10月7日  |
| 7     | 伊藤七十郎   | 1903年（明治36年）3月9日   | 1904年（明治37年）6月24日  |
| 8     | 児玉隆蔵     | 1904年（明治37年）7月5日   | 1907年（明治40年）9月17日  |
| 9     | 伊藤喜之助   | 1907年（明治40年）12月10日 | 1911年（明治44年）12月9日  |
| 10    | 勝田清蔵     | 1911年（明治44年）12月22日 | 1915年（大正4年）12月21日  |
| 11-14 | 伊藤養之助   | 1916年（大正5年）1月8日    | 1929年（昭和4年）7月2日    |
| 15    | 児玉重三郎   | 1929年（昭和4年）7月29日   | 1933年（昭和8年）7月28日   |
| 16    | 伊藤養之助   | 1933年（昭和8年）10月27日  | 1935年（昭和10年）5月21日  |
| 17-18 | 中道忠太郎   | 1935年（昭和10年）5月26日  | 1943年（昭和18年）6月15日  |
| 19    | 遠藤三之丞   | 1943年（昭和18年）7月20日  | 1946年（昭和21年）11月21日 |
| 20    | 半田嘉蔵     | 1947年（昭和22年）2月12日  | 1947年（昭和22年）4月5日   |
| 21    | 伊藤鉄之助   | 1947年（昭和22年）4月6日   | 1951年（昭和26年）4月5日   |
| 22    | 浅野宇三郎   | 1951年（昭和26年）4月23日  | 1955年（昭和30年）1月31日  |

## 教育
- 下井河村立下井河小学校
- 下井河村立下井河中学校
- 秋田県立金足農業高等学校定時制課程下井河分校